# Amphineurus collessi
Amphineurus collessi är en tvåvingeart som beskrevs av Günther Theischinger 1994. Amphineurus collessi ingår i släktet Amphineurus och familjen småharkrankar. Inga underarter finns listade i Catalogue of Life.